# Alphidia
Alphidia es un género de escarabajos de la familia Chrysomelidae. El género fue descrito científicamente primero por Clark en 1865. Esta es una lista de especies perteneciente a este género:
- Alphidia comitata (Klug, 1833)
- Alphidia cupraria Bechyne, 1948
- Alphidia ifanidianae Bechyne, 1948
- Alphidia laeta Bechyne, 1948
- Alphidia magnifica Duvivier, 1891
- Alphidia nigricornis Fairmaire, 1902
- Alphidia purpurina Fairmaire, 1889